# Dolichopoda ligustica
Dolichopoda ligustica is een rechtvleugelig insect uit de familie grottensprinkhanen (Rhaphidophoridae). De wetenschappelijke naam van deze soort is voor het eerst geldig gepubliceerd in 1959 door Baccetti & Capra.